# Видовдански марш
Видовдански марш је марш који има молитвени, покајнички, ходочасни и хуманитарни карактер.

## Марш 2007.
Учесници марша су пролазили кроз више српских градова и места: Крагујевац, Младеновац, Кнић, Рашка, Топола, Краљево, Лепосавић и Косовска Митровица и обишли неке од српских манастира: Жича, Студеница и Бањска.

## Марш 2008.
Рута кретања обухвата: Београд (Храм Светог Саве) 14.06., Младеновац (манастир Немикуће) 15.06., Топола 16.06., Крагујевац 17.06., Кнић 18.06., Краљево 19.06., Маглич 20.06., Студеница 21-22.06., Рашка 23.06., Лепосавић 24.06., Манастир Бањска 25.06., Косовска Митровица 26-27.06., и Газиместан 28.06.
 
Свима је зборно место 27.06. око 12 часова у Косовској Митровици.